# Station Flawinne
Station Flawinne is een spoorwegstation langs spoorlijn 130 (Namen - Charleroi) in Flawinne, een deelgemeente van de stad Namen. Het is nu een stopplaats.

## Treindienst
| Serie       | Treinsoort               | Route                                          | Bijzonderheden                                            |
| ----------- | ------------------------ | ---------------------------------------------- | --------------------------------------------------------- |
| S 61        | S-trein Charleroi (NMBS) | Waver – Charleroi-Centraal – Flawinne – Jambes | Rijdt in de week 2×/u tussen Jambes - Charleroi-Centraal. |
| P 7780/8780 | Piekuurtrein (NMBS)      | Charleroi-Centraal – Flawinne – Namen – Jambes | Rijdt alleen op werkdagen. Een trein tot Jambes.          |

## Reizigerstellingen
De grafiek en tabel geven het gemiddeld aantal instappende reizigers weer op een week-, zater- en zondag.
| Tabel: aantal instappende reizigers station Flawinne | Tabel: aantal instappende reizigers station Flawinne | Tabel: aantal instappende reizigers station Flawinne | Tabel: aantal instappende reizigers station Flawinne |
|                                                      | Weekdag                                              | Zaterdag                                             | Zondag                                               |
| ---------------------------------------------------- | ---------------------------------------------------- | ---------------------------------------------------- | ---------------------------------------------------- |
| 1977                                                 | 224                                                  | 104                                                  | 79                                                   |
| 1978                                                 | 228                                                  | 104                                                  | 82                                                   |
| 1979                                                 | 157                                                  | 95                                                   | 48                                                   |
| 1980                                                 | 183                                                  | 63                                                   | 60                                                   |
| 1981                                                 | 177                                                  | 74                                                   | 67                                                   |
| 1982                                                 | 207                                                  | 91                                                   | 82                                                   |
| 1983                                                 | 169                                                  | 73                                                   | 70                                                   |
| 1984                                                 | 132                                                  | 21                                                   | 29                                                   |
| 1985                                                 | 113                                                  | 49                                                   | 34                                                   |
| 1986                                                 | 112                                                  | 27                                                   | 22                                                   |
| 1987                                                 | 88                                                   | 32                                                   | 22                                                   |
| 1988                                                 | 87                                                   | 22                                                   | 12                                                   |
| 1989                                                 | 59                                                   | 11                                                   | 24                                                   |
| 1990                                                 | 54                                                   | 19                                                   | 14                                                   |
| 1991                                                 | 55                                                   | 23                                                   | 19                                                   |
| 1992                                                 | 66                                                   | 25                                                   | 20                                                   |
| 1993                                                 | 53                                                   | 12                                                   | 7                                                    |
| 1994                                                 | 60                                                   | 17                                                   | 27                                                   |
| 1995                                                 | 47                                                   | 16                                                   | 9                                                    |
| 1996                                                 | 63                                                   | 13                                                   | 13                                                   |
| 1997                                                 | 74                                                   | 12                                                   | 11                                                   |
| 1998                                                 | 60                                                   | 9                                                    | 10                                                   |
| 1999                                                 | 52                                                   | 12                                                   | 12                                                   |
| 2000                                                 | 54                                                   | 12                                                   | 11                                                   |
| 2001                                                 | 53                                                   | 7                                                    | 6                                                    |
| 2002                                                 | 60                                                   | 12                                                   | 6                                                    |
| 2003                                                 | 55                                                   | 6                                                    | 4                                                    |
| 2004                                                 | 62                                                   | 12                                                   | 6                                                    |
| 2005                                                 | 59                                                   | 12                                                   | 2                                                    |
| 2006                                                 | 72                                                   | 7                                                    | 12                                                   |
| 2007                                                 | 44                                                   | 6                                                    | 8                                                    |
| 2008                                                 | -                                                    | -                                                    | -                                                    |
| 2009                                                 | 31                                                   | 4                                                    | 5                                                    |
| 2010                                                 | -                                                    | -                                                    | -                                                    |
| 2011                                                 | -                                                    | -                                                    | -                                                    |
| 2012                                                 | 60                                                   | 19                                                   | 25                                                   |
| 2013                                                 | 45                                                   | 14                                                   | 8                                                    |
| 2014                                                 | 52                                                   | 6                                                    | 5                                                    |
| 2015                                                 | 68                                                   | 10                                                   | 14                                                   |
| 2016                                                 | 56                                                   | 5                                                    | 12                                                   |
| 2017                                                 | 66                                                   | 19                                                   | 15                                                   |
| 2018                                                 | 63                                                   | 20                                                   | 6                                                    |
| 2019                                                 | 70                                                   | 8                                                    | 4                                                    |
| 2020                                                 | 41                                                   | 37                                                   | 36                                                   |
| 2021                                                 | -                                                    | -                                                    | -                                                    |
| 2022                                                 | 49                                                   | 31                                                   | 25                                                   |
| 2023                                                 | 130                                                  | 48                                                   | 50                                                   |
| 2024                                                 | 116                                                  | 54                                                   | 50                                                   |

Beez ·
Dave-Nord ·
Dave-Saint-Martin ·
Faubourg-Saint-Nicolas ·
Flawinne ·
Jambes ·
Jambes-Est ·
Marche-les-Dames ·
Namen ·
Naninne ·
Ronet ·
Velaine
0,0: Namen ·
3,2: Ronet ·
4,8: Flawinne ·
8,6: Floreffe ·
10,9: Franière ·
13,5: Mornimont ·
14,4: Moustier ·
16,2: Ham-sur-Sambre ·
16,7: Jemeppe-sur-Sambre ·
19,3: Auvelais ·
21,4: Tamines ·
23,7: Aiseau ·
25,5: Tergnée ·
26,4: Farciennes ·
27,5: Le Campinaire ·
28,6: Pont-de-Loup ·
29,8: Châtelet ·
32,6: Couillet-Montignies ·
33,9: Couillet ·
36,6: Charleroi-Central